# Kim Rhode
Kim Rhode, właśc. Kimberly Susan Rhode (ur. 16 lipca 1979 r. w Whittier) – amerykańska strzelczyni sportowa, trzykrotna mistrzyni olimpijska, indywidualna mistrzyni świata.
Specjalizuje się w trapie podwójnym i skeecie. Jest sześciokrotną medalistką igrzysk olimpijskich: trzykrotną złotą medalistką igrzysk (1996, 2004, 2012), srebrną medalistką (2008) i dwukrotną brązową medalistką (2000, 2016). W Rio de Janeiro (brąz w skeecie) dołączyła do elitarnego grona sportsmenek, które stanęły na podium na sześciu różnych igrzyskach.

## Igrzyska olimpijskie
| Igrzyska | Miejscowość    | Konkurencja   | Kwalifikacje | Kwalifikacje | Półfinał | Półfinał | Finał | Finał   |
| Igrzyska | Miejscowość    | Konkurencja   | Wynik        | Pozycja      | Wynik    | Pozycja  | Wynik | Pozycja |
| -------- | -------------- | ------------- | ------------ | ------------ | -------- | -------- | ----- | ------- |
| IO 1996  | Atlanta        | Trap podwójny | 108          | 1. Q         | —        | —        | 141   | złoto   |
| IO 2000  | Sydney         | Skeet         | 69           | 7.           | —        | —        | NQ    | NQ      |
| IO 2000  | Sydney         | Trap podwójny | 103          | 3. Q         | —        | —        | 139   | brąz    |
| IO 2004  | Ateny          | Skeet         | 68           | 6. Q         | —        | —        | 91    | 5.      |
| IO 2004  | Ateny          | Trap podwójny | 110          | 1. Q         | —        | —        | 146   | złoto   |
| IO 2008  | Pekin          | Skeet         | 70           | 4. Q         | —        | —        | 93    | srebro  |
| IO 2012  | Londyn         | Skeet         | 74           | 1. Q         | —        | —        | 99    | złoto   |
| IO 2012  | Londyn         | Trap          | 68           | 9.           | —        | —        | NQ    | NQ      |
| IO 2016  | Rio de Janeiro | Skeet         | 72           | 2. Q         | 14       | 4. BM    | 15    | brąz    |